# Силва, Игор
Игор Силва (порт. Igor Silva, род. 22 октября 1984, Бенгела) — ангольский шоссейный велогонщик.

## Карьера
Многократный чемпион Анголы в групповой и индивидуальной гонках. Участник Африканских игр, чемпионата мира "В", чемпионата Африки.
Стал победителем Тура ДР Конго и Тура Анголы, призёром Туре Египта. Принял участие на Тур дю Фасо, Туре Сенегала и некоторых испанских и португальских гонках.

## Достижения
2004
 Чемпион Анголы — индивидуальная гонка
2005
 Чемпион Анголы — групповая гонка
 Чемпион Анголы — индивидуальная гонка
Grande Prémio 14 de Abril
2006
 Чемпион Анголы — индивидуальная гонка
2-й на Чемпионат Анголы — групповая гонка
2007
 Чемпион Анголы — индивидуальная гонка
2008
Grande Prémio Ensa
2-й на Чемпионат Анголы — индивидуальная гонка
2010
 Чемпион Анголы — групповая гонка
 Чемпион Анголы — индивидуальная гонка
Grande Prémio Maboque
Вольта ду Какау
1-й в генеральной классификации
2-й, 3-й (ITT) и 4-й этапы
Troféu da Dependencia
2011
 Чемпион Анголы — групповая гонка
 Чемпион Анголы — индивидуальная гонка
2-й этап (ITT) на Вольта ду Какау
Grande Prémio 17 de Setembro
2012
 Чемпион Анголы — групповая гонка
 Чемпион Анголы — индивидуальная гонка
Чемпионат провинции Луанды
групповая гонка
индивидуальная гонка
командная гонка
критериум
1-й (ITT) и 2-й этапы на GP do Mineiro
GP Instituto de Defesa do Consumidor INADEC
1-й в генеральной классификации
1-й (ITT) и 2-й этапы
Вольта ду Какау
1-й в генеральной классификации
1-й (ITT), 2-й и 3-й этапы
Grande Prémio 17 de Setembro
2013
 Чемпион Анголы — групповая гонка
 Чемпион Анголы — индивидуальная гонка
Чемпион провинции Луанды — индивидуальная гонка
Abertura Associaçao Provincial de Luanda
1-й в генеральной классификации
1-й, 2-й и 3-й этапы
1-й этап на Grande Prémio 4 de Fevereiro
Grande Prémio Maboque
Вольта ду Какау
1-й в генеральной классификации
1-й, 2-й, 3-й (ITT) и 4-й этапы
2014
 Чемпион Анголы — групповая гонка
 Чемпион Анголы — индивидуальная гонка
2-й этап на Grand Prix de la ville de Luanda
Volta às Terras do Café
Вольта ду Какау
1-й в генеральной классификации
1-й (ITT) и 3-й этапы
2015
 Чемпион Анголы — групповая гонка
 Чемпион Анголы — индивидуальная гонка
Тур ДР Конго
1-й в генеральной классификации
1-й и 3-й этапы
Вольта ду Какау
1-й в генеральной классификации
2-й этап
Grande Prémio Orped
Волта Анголы
1-й в генеральной классификации
1-й, 2-й, 3-й (TTT), 6-й и 10-й этапы
2016
 Чемпион Анголы — индивидуальная гонка
Grande Prémio Tanaka
1-й в генеральной классификации
2-й и 3-й этапы
Grande Prémio Orped
2017
 Чемпион Анголы — групповая гонка
Grande Prémio Aniversario de Cubal
2-й на Чемпионат Анголы — командная гонка
2018
Grande Prémio Orped
1-й в генеральной классификации
1-й этап
3-й на Чемпионат Анголы — индивидуальная гонка
3-й на Чемпионат Анголы — групповая гонка
2019
Grande Prémio Congele
1-й в генеральной классификации
1-й и 2-й этапы
Grande Prémio Edilson Castro
1-й в генеральной классификации
1-й и 2-й этапы
Grande Prémio Linkconnection
1-й в генеральной классификации
1-й этап
2-й на Чемпионат Анголы — индивидуальная гонка
3-й на Тур Египта
2020
Grande Prémio Luanda
2023
Волта Анголы
8-й в генеральной классификации
1-й и 6-й этапы

## Рейтинги
| Год                 | 2006 | 2007 | 2008  | 2009 | 2010 | 2011 | 2012 | 2013 | 2014 | 2015 | 2016 | 2017 | 2018 | 2019   | 2020 | 2021 | 2022   | 2023   | 2024  |
| ------------------- | ---- | ---- | ----- | ---- | ---- | ---- | ---- | ---- | ---- | ---- | ---- | ---- | ---- | ------ | ---- | ---- | ------ | ------ | ----- |
| Мировой рейтинг UCI |      |      |       |      |      |      |      |      |      |      | -    | -    | -    | 1576-й | -    | -    | 1749-й | 2155-й | 825-й |
| Африканский тур UCI | 20-й | -    | 177-й | -    | -    | 29-й | -    | -    | -    | -    | -    | -    | -    | 93-й   | -    | -    | 100-й  | -      | 48-й  |
|                     |      |      |       |      |      |      |      |      |      |      |      |      |      |        |      |      |        |        |       |
| Источник: UCI       |      |      |       |      |      |      |      |      |      |      |      |      |      |        |      |      |        |        |       |